# St-Pierre (Aire-sur-la-Lys)

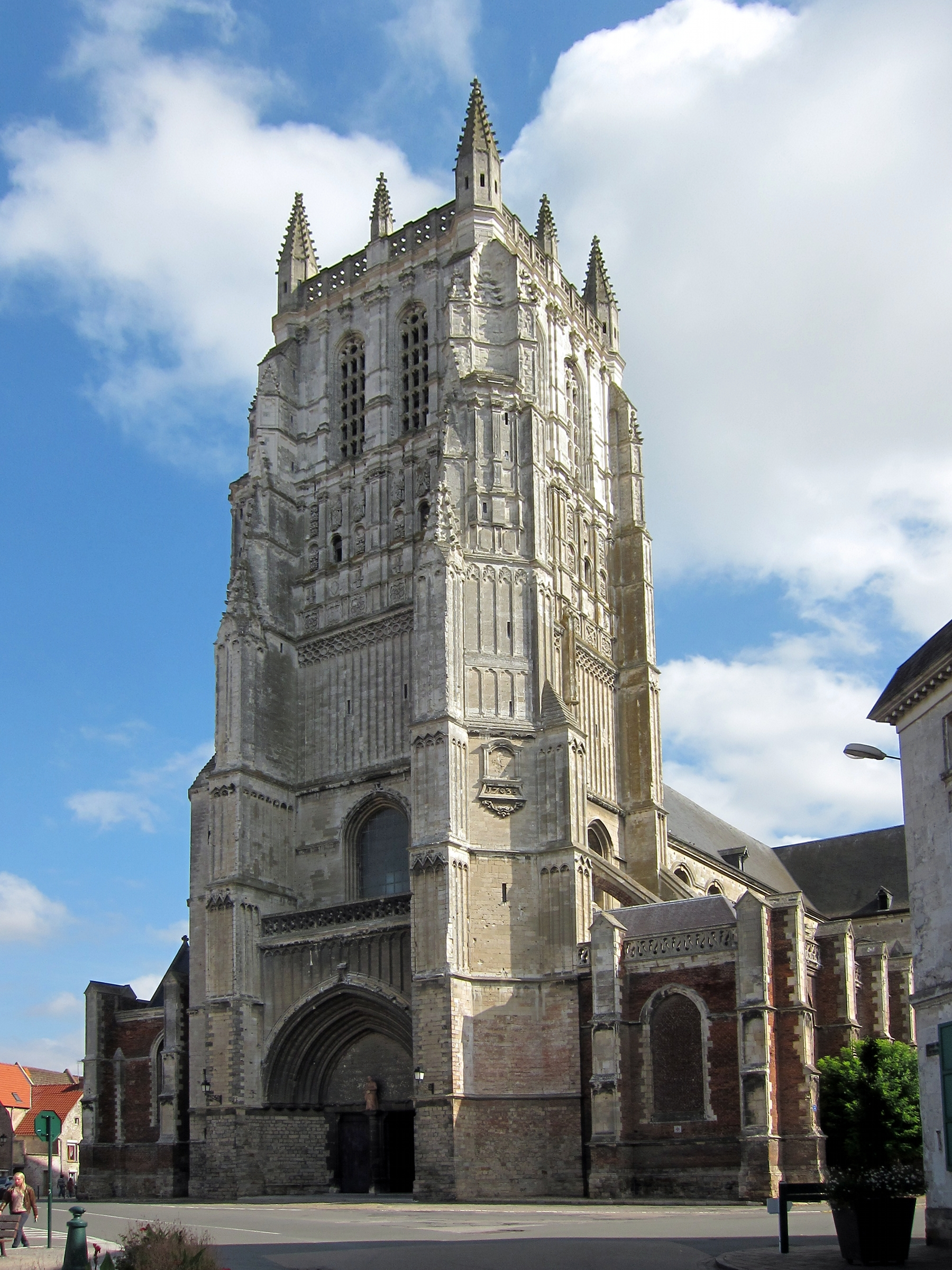
Stiftskirche St-Pierre (Aire-sur-la-Lys)

Die römisch-katholische Stiftskirche St-Pierre (französisch Saint-Pierre d’Aire-sur-la-Lys) ist eine ehemalige Stiftskirche in der Stadt Aire-sur-la-Lys (Département Pas-de-Calais, Frankreich). Das Bauwerk beeindruckt durch seine Größe und gilt als Wahrzeichen der Stadt Aire. Die Kirche, die sowohl Pfarr- als auch Stiftskirche ist, wird von den Benediktinern Edmond Martène und Ursin Durand als „eine der größten, feinsten und am meisten verzierten Kirchen der Niederlande“ bezeichnet. Sie ist seit 1862 als Monument historique eingetragen.

## Historischer Überblick

### 12. bis 18. Jahrhundert: vom Bau bis zu den Kriegen Ludwigs XIV.
Die heutige Kirche ist der Nachfolger einer romanischen Kirche, die 1166 vom Bischof von Thérouanne, Milon I., geweiht worden war. Von dieser sind nur noch einige wiederverwendete Steine und die Basen der Apsissäulen erhalten, die man im Chor der heutigen Kirche unter den Glasplatten sehen kann. Das Kanoniker-Kapitel wurde von Balduin V. im Jahr 1059 eingerichtet. Papst Calixtus II. bestätigte die Einrichtung des Kapitels in einer Bulle von 1119. Die Stiftskirche Saint-Pierre wurde zwischen 1492 und 1634 erbaut – gemeißelte Steine sowohl im Inneren als auch an der Außenseite des Gebäudes geben Aufschluss darüber, wann die Bauarbeiten abgeschlossen waren – und ist seit 1803 Pfarrkirche.
Die Kirche profitierte von den Zuwendungen der beiden Bastardsöhne von Philipp dem Guten, Herzog von Burgund, der erste, Anton, Graf von Aire, und der zweite, Johann, Propst von Aire. Der Chor wurde kurz vor 1431 fertiggestellt. Der 1569 begonnene und 1624 fertiggestellte Turm stürzte sofort ein. Die Stiftskirche wurde erst 1634 vollständig fertiggestellt, aber schon seit einem Jahrhundert hielten die Kanoniker dort Gottesdienste ab. So kam es bereits 1624 zu ersten Restaurierungsarbeiten an der Stiftskirche: nach dem Einsturz des Turms und den französischen Belagerungen im Mai 1641 und Juli 1676, die dem Gebäude erhebliche Schäden zufügten. Die Belagerung durch die Niederländer im September und November 1710 lässt die Stiftskirche ausgeraubt und in einem ruinösen Zustand zurück. Der Turm wurde durch die Zerstörung der Gewölbe geschwächt und der Turm stürzte 1711 erneut ein. Das 18. Jahrhundert war deshalb das Jahrhundert des Wiederaufbaus.
Die Beschaffung von Geldmitteln war schwierig und daher sehr langsam. Im Jahr 1725 mussten die Domherren sogar persönlich „im Verhältnis zum Umfang der Pfründe“ fünf Jahre lang zum Wiederaufbau des Chors beitragen. Die 10 000 Livres wurden durch Kollekten in verschiedenen Städten aufgestockt, wie etwa in St-Omer im Jahr 1728. Der König gewährte Pensionen auf die Abteien von Blangy, Saint-Vincent de Laon, Saint-Aubert de Cambrai und schließlich auf die Abtei Mont-Saint-Éloi. So wird 1728 unter der Leitung des Bauunternehmers Fauquembergue oder Harembergue die Baustelle für den Chor eröffnet. Der Gottesdienst wird dort zum ersten Mal zu Ostern 1729 abgehalten. Das Querschiff wurde 1733 wiederhergestellt, die Wände des Kirchenschiffs 1736 und das Gewölbe 1738. Der Turm, der seine ersten beiden Stockwerke behielt, wurde zwischen 1735 und 1750 kurz vor der Errichtung des Belfrieds im Jahr 1764 neu errichtet.

### Vom 19. Jahrhundert bis heute: zwischen Restaurierung und erneuter Zerstörung

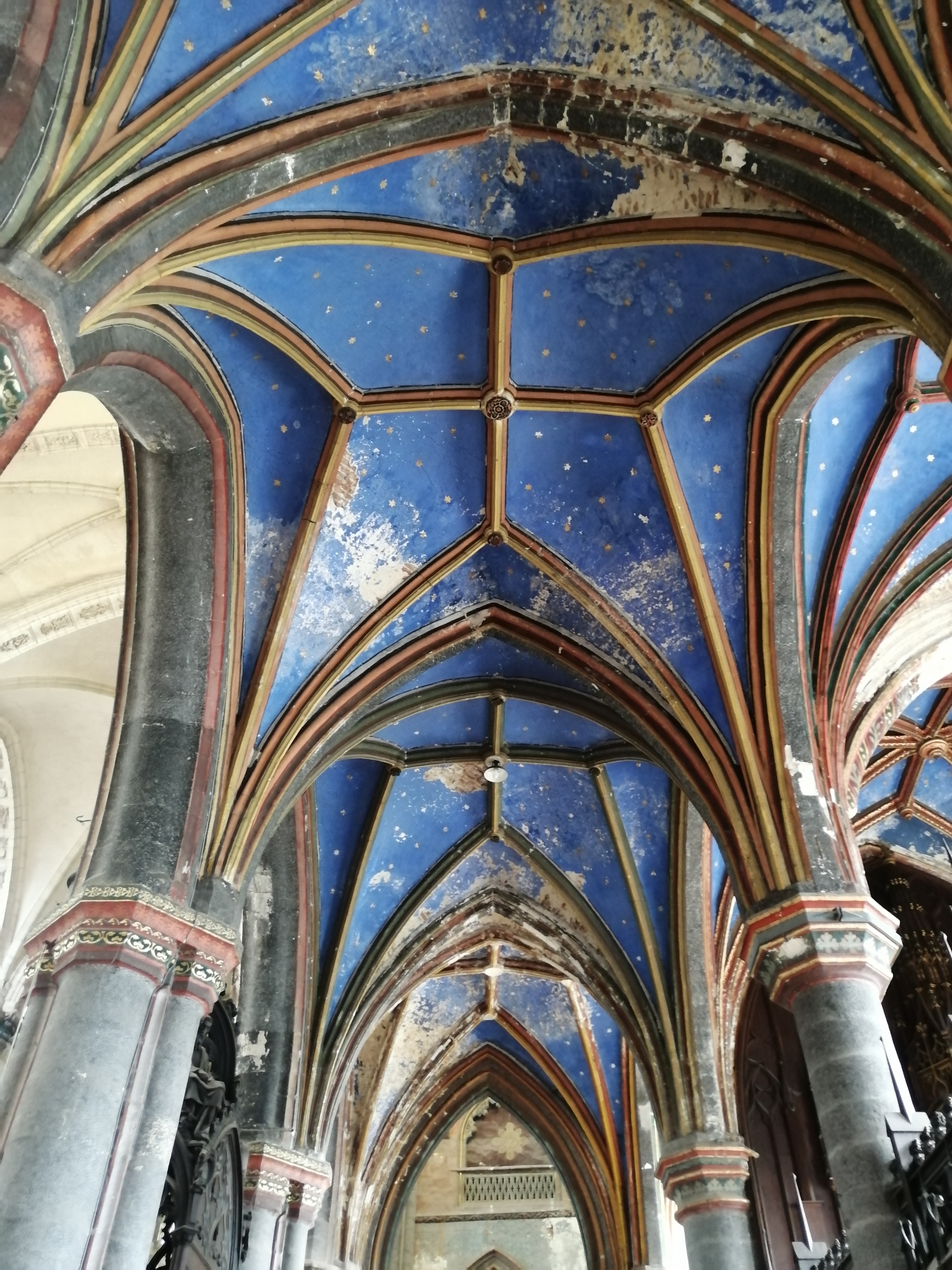
Sterngewölbe im südlichen Seitenschiff, bemalt unter Bischof Scott

Während des 19. Jahrhunderts gestaltet Bischof Edward Scott, der von 1829 bis 1887 irischer Pfarrer von Aire war, das Innere der St.-Peters-Kirche völlig neu. Er hielt sich an sein Motto: „Dilexi decorem domus tuae“, was etwa bedeutet „Ich habe die Pracht deines Hauses geliebt“. Im Jahr 1833 wurden im hinteren Teil des Kirchenschiffs Räume für den Katechismus errichtet. Er ließ die gesamten Wände der Stiftskirche mit Wandmalereien versehen, den Boden mit Marmor belegen (1844), die Fenster umgestalten und historisierende Glasfenster einbauen. Die Balustraden des Triforiums (2. Etage) wurden erneuert. Die Gewölbe des Chors und des Kirchenschiffs (1864) wurden ebenfalls erneuert. Bei Auguste Boileau, Bildhauer und Architekt, wurde neues Mobiliar in Auftrag gegeben: der Lettner (1840–1842), die Predigtkanzel (1845), die Altäre und Gitter der Seitenkapellen (1850–1856). 1851 wurde der Kreuzweg im Querschiff angebracht. Die Ergebnisse wurden von den Zeitgenossen als sehr zufriedenstellend bewertet: „Das Mobiliar im Troubadour-Stil ist repräsentativ für eine Entwicklung, die man nicht verachten sollte“, urteilt der leitende Architekt der Denkmalschutzbehörde Walschmidt. Die Kirche von Aire erlebte ein Jahrhundert des wohlverdienten Friedens, nachdem sie von innen saniert und zu ihrer Zeit sehr bewundert wurde. Die Stiftskirche wurde 1862 unter Denkmalschutz gestellt.
Im 20. Jahrhundert begann Pierre Paquet 1907 mit Restaurierungsarbeiten. Die Arbeiten wurden durch die Kämpfe des Ersten Weltkriegs unterbrochen. Die von Bischof Scott errichtete Ausmauerung wurde zerstört und das Dach in Mitleidenschaft gezogen. Die Kirche musste jedoch nicht wie zur Zeit Ludwigs XIV. leiden. Der damalige Bürgermeister Abel Delbende hatte sich dagegen ausgesprochen, dass die englische Armee den Turm als Observatorium und Operationsbasis nutzte. Nachdem ein Hurrikan das Gebäude 1922 beschädigt hatte, wurden die Arbeiten am Turm und am Chor ab 1924 wiederaufgenommen. Eine architektonische Restaurierung wurde eingeleitet: Huignard erneuerte die Balustraden und die Fenstermaßwerke, dann die Strebebögen. Während des Zweiten Weltkriegs traf ein deutscher Bombenangriff im Mai 1940 die Südseite der Stiftskirche. Achtzehn Fenster und einige Dächer wurden zerstört. Im August 1944 trafen englische Bomben die Radialkapellen mit Ausnahme der nördlichen. Die Explosion zerstörte das Mobiliar, die Fenster und die Gewölbe. So begannen nach dem Krieg erneut die Restaurierungsarbeiten. Die Kirche wurde erst 1954 wieder für den Gottesdienst freigegeben, der Chor wird am 8. August 1981 wiedereröffnet und zwei Jahre später neu verputzt.

## Abmessungen

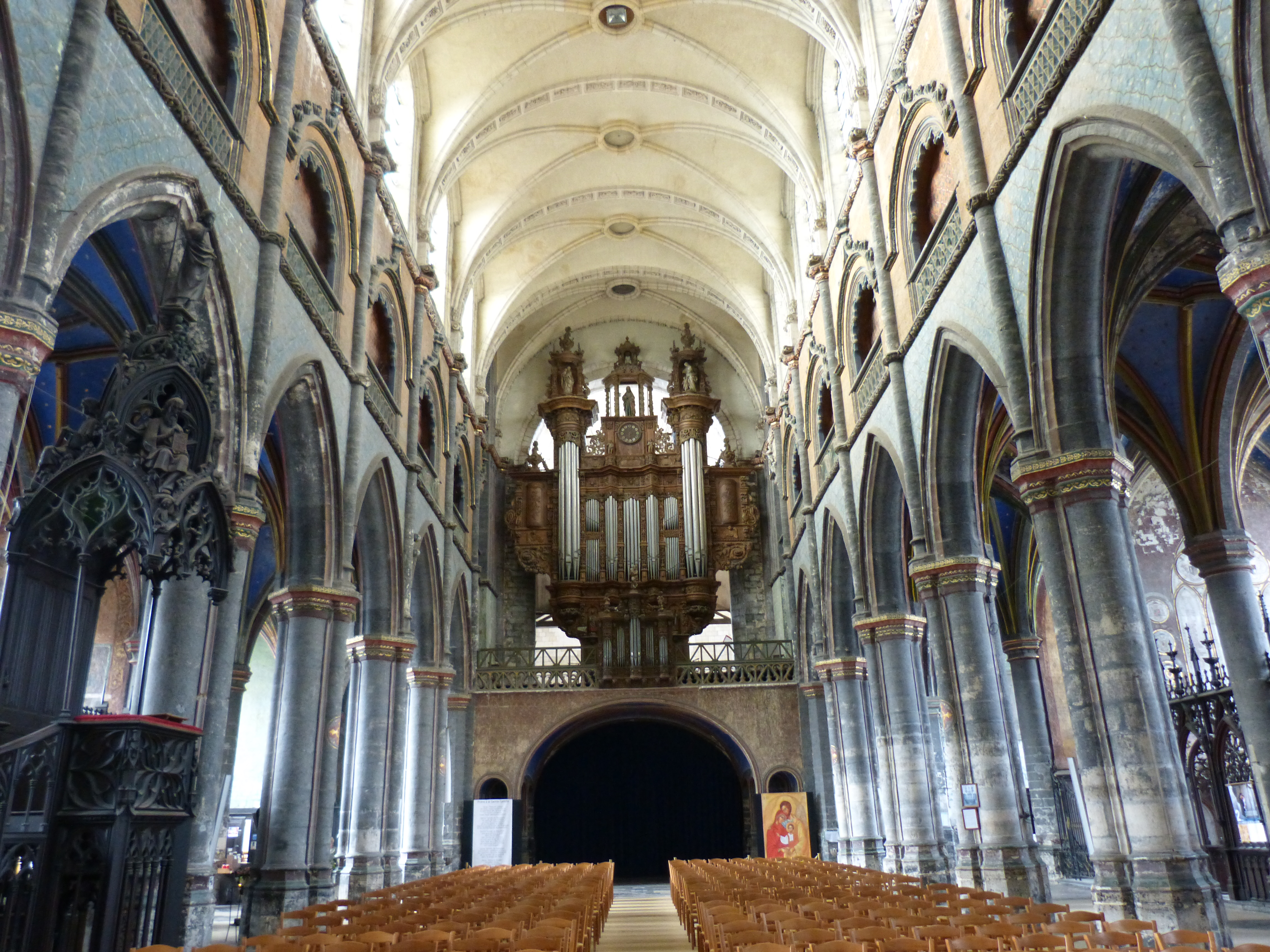
Das Kirchenschiff und die Orgel

Die Kirche hat die Merkmale einer großen Kathedrale, aber da es in Aire-sur-la-Lys kein Bistum gibt, kann sie nur den Titel einer Kollegiatstiftskirche für sich beanspruchen. Die Ausmaße des Gebäudes sind beeindruckend:
- Gesamtlänge außen: 105 Meter;
- Gesamtbreite außen: 40 Meter;
- Breite des Mittelschiffs: 10 Meter;
- Höhe der Seitengewölbe: 10 Meter;
- Höhe der Hochschiffsgewölbe: 20 Meter;
- Höhe des Turms: 65 Meter.

## Architektur

### Äußeres

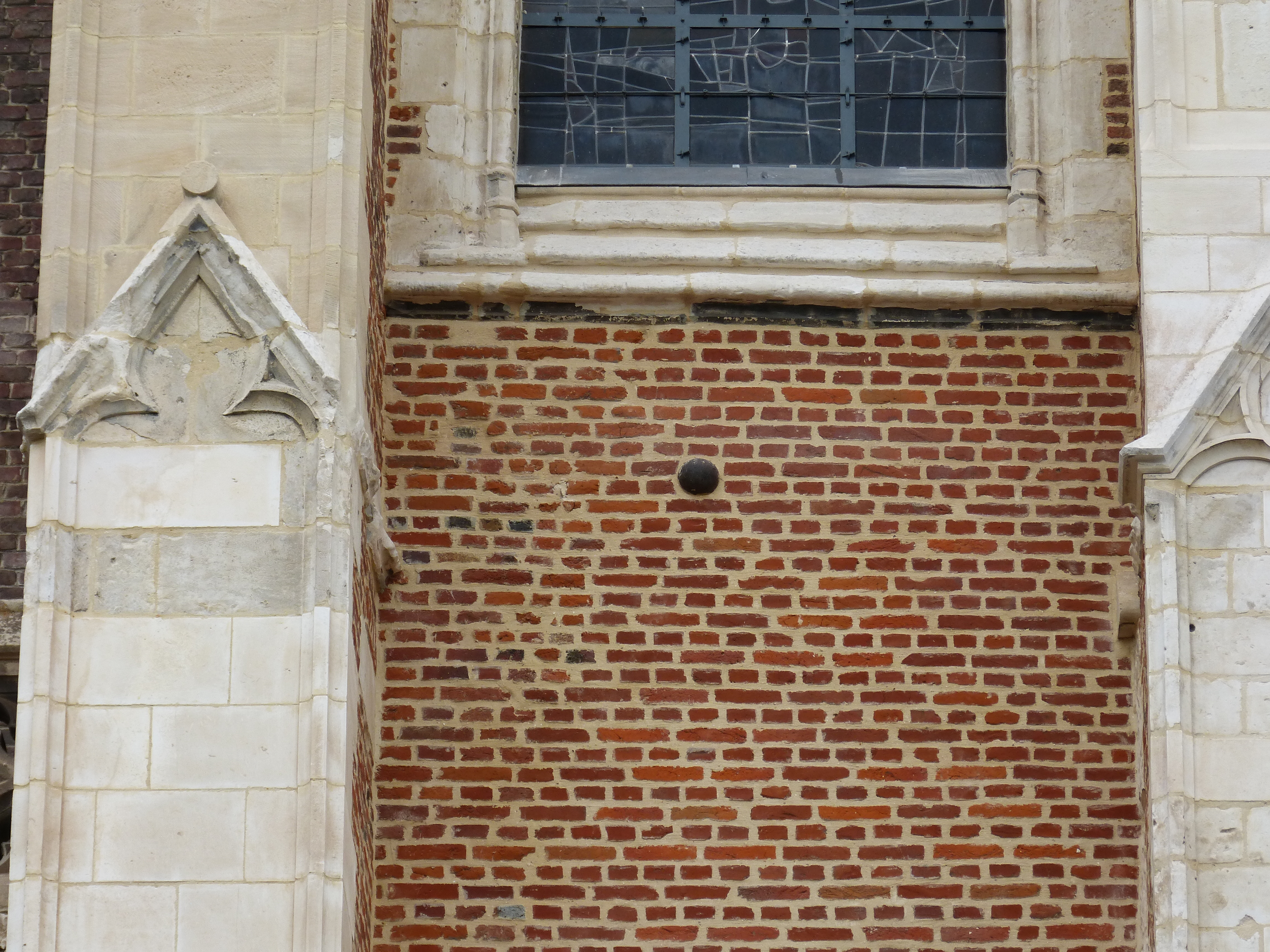
Mauer mit Kanonenkugel von der Belagerung von 1710

Die Kirche ist ein hohes, im Grundriss rechteckiges Gebäude, das von einer Fassade, die etwas höher ist als das Dach, und einer abgerundeten Apsis abgeschlossen ist. Wie viele andere Kirchen hat sie einen langgestreckten Grundriss in Form eines lateinischen Kreuzes. Die Wände sind von breiten Fenstern durchbrochen. Die Strebepfeiler ragen nur wenig hervor. Die verwendeten Materialien sind Sandstein an der Basis, Backstein darüber und weiße Steine an den Ecken. Die Fassade aus weißen Steinen besteht aus drei Stockwerken. In der Mitte des 2. Stockwerks erhellt ein großes Fenster den Boden des Kirchenschiffs, Wappenschilder tragen das Wappen der Caverels und die Jahreszahlen 1688 und 1837 (die Armee nutzte die Kapelle von 1795 bis 1837). Im Obergeschoss befindet sich ein Giebel, der von umgekehrten Konsolen eingerahmt wird. Der Giebel wird von einem Kreuz bekrönt.
Im Rahmen der Sanierungsprojekte für die Denkmäler in Aire-sur-la-Lys wird seit 2018 ein Teil der Südflanke der Stiftskirche restauriert. Kurz vor den Tagen des Kulturerbes 2019 wurden Gerüste entfernt, wodurch die Außenwand des Querschiffs freigelegt wurde. So entdeckte man unter einem Buntglasfenster eine Kanonenkugel aus der Belagerung von 1710.

### Inneres
Trotz der langen Bauzeit und der verschiedenen Restaurierungen während der Neuzeit weist die Stiftskirche eine stilistische Einheit auf. Das Erdgeschoss, das Kirchenschiff, der Chor, die hohen Gewölbe und das Kreuzrippengewölbe sind im Wesentlichen gotisch. Die zwei Joche tiefe Vorhalle unter dem Turm geht einem Schiff voraus, das aus einem Mittelschiff mit sieben Langjochen besteht, das von Seitenschiffen eingerahmt wird, die in Seitenkapellen unterschiedlicher Größe (ein, zwei oder drei Joche mit Seitenschiffen) münden. Das Hauptschiff besteht aus einem Mittelschiff mit sieben Langjochen, das von Seitenschiffen eingerahmt wird, die in Seitenkapellen unterschiedlicher Größe (ein, zwei oder drei Joche mit Seitenschiffen) münden. Das Querschiff hat zwei Arme mit jeweils zwei Spannweiten. Es öffnet sich zum tiefen Chor mit vier Jochen. Der Chor wird von einer runden Apsis mit fünf Arkaden abgeschlossen, die von Seitenschiffen umgeben ist, die in einem Chorumgang enden, der die Radialkapellen erschließt.
Der Aufriss ist dreistufig: große Arkaden, Triforium ohne Laufgang und Obergadenfenster. Die Materialien sind vielfältig: Sandstein wurde für den Unterbau und die Pfeiler des Kirchenschiffs verwendet, Kalkstein für die Pfeiler der Seitenschiffe und des Chorumgangs und Ziegelstein für die Wände zwischen den Kapellen. Trotz der Zerstörungen durch die militärischen Auseinandersetzungen besitzt die Stiftskirche eine reiche Ausstattung, zu der unter anderem ein Orgelgehäuse aus dem Jahr 1633, eine Statue von Notre-Dame Panetière aus dem Jahr 1510, eine flämische Marienstatue aus dem 15. Jahrhundert und eine Petrusstatue am Eingang des Denkmals gehören. Die Kanzel mit den Evangelistensymbolen im oberen Teil und der Lettner stammen aus dem Jahr 1845. Die heutige Orgel ist ein Werk der Firma Merklin-Kuhn mit 33 Registern auf drei Manualen und Pedal.

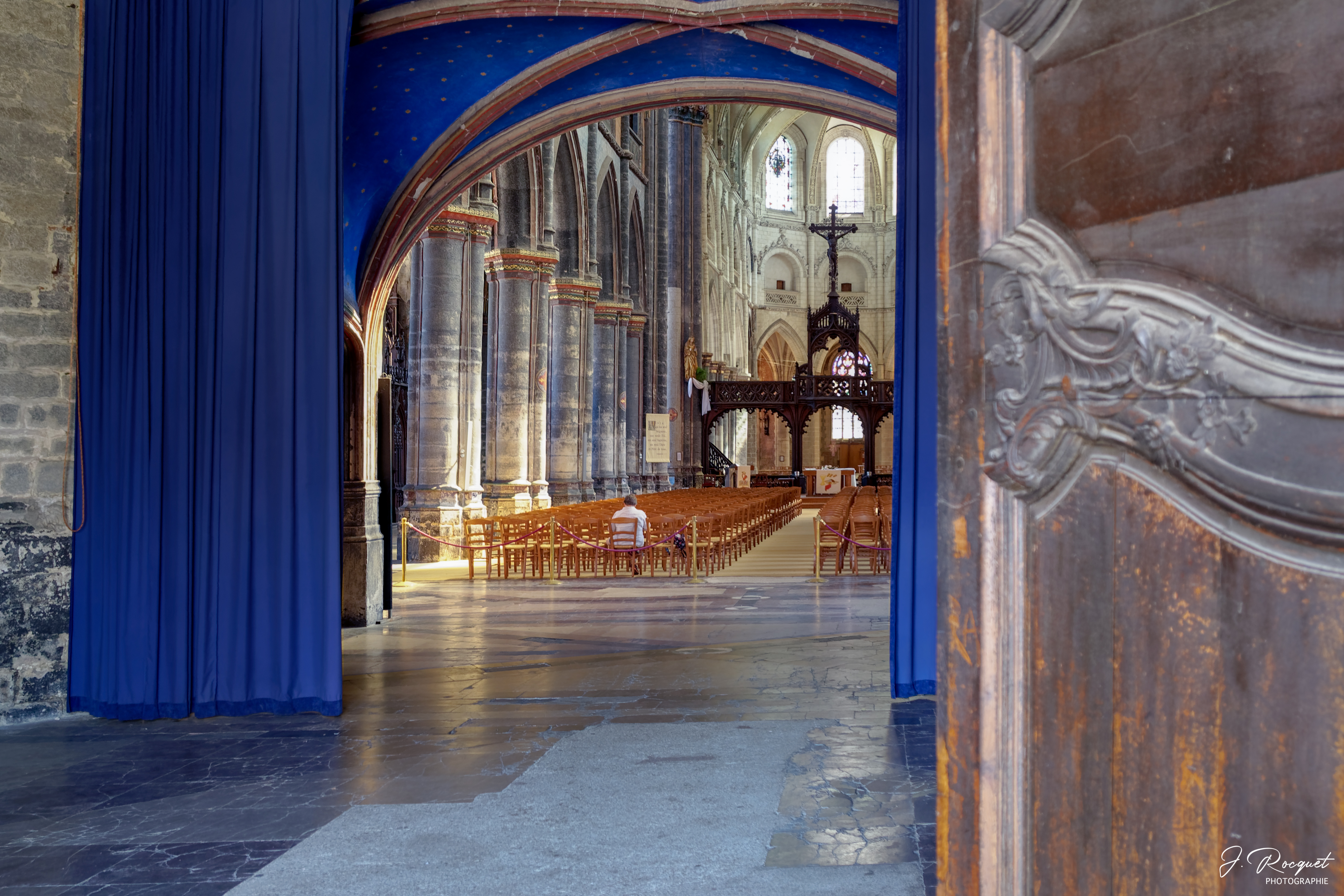
Eingang der Stiftskirche
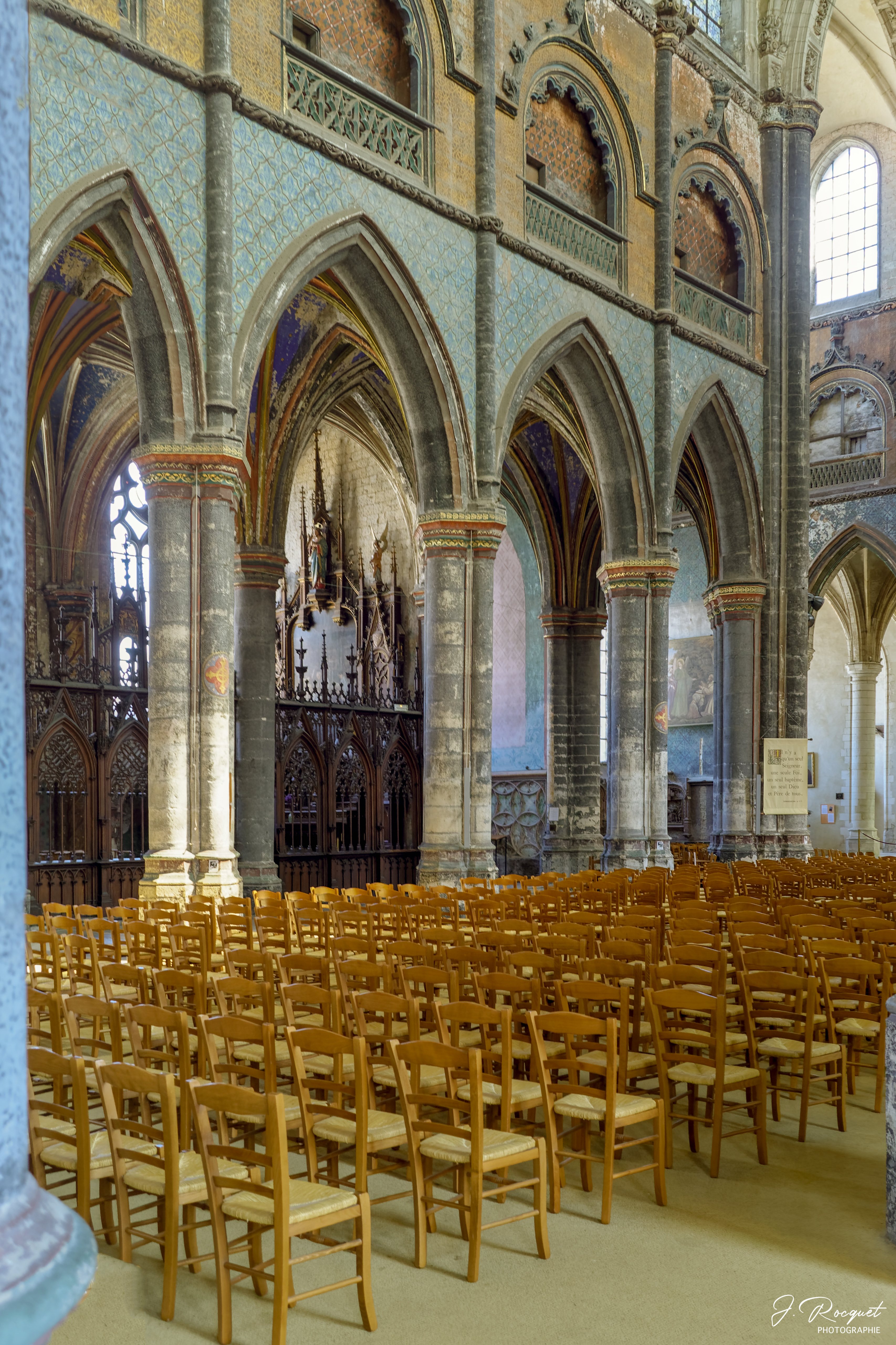
Das Kirchenschiff und die großen Arkaden
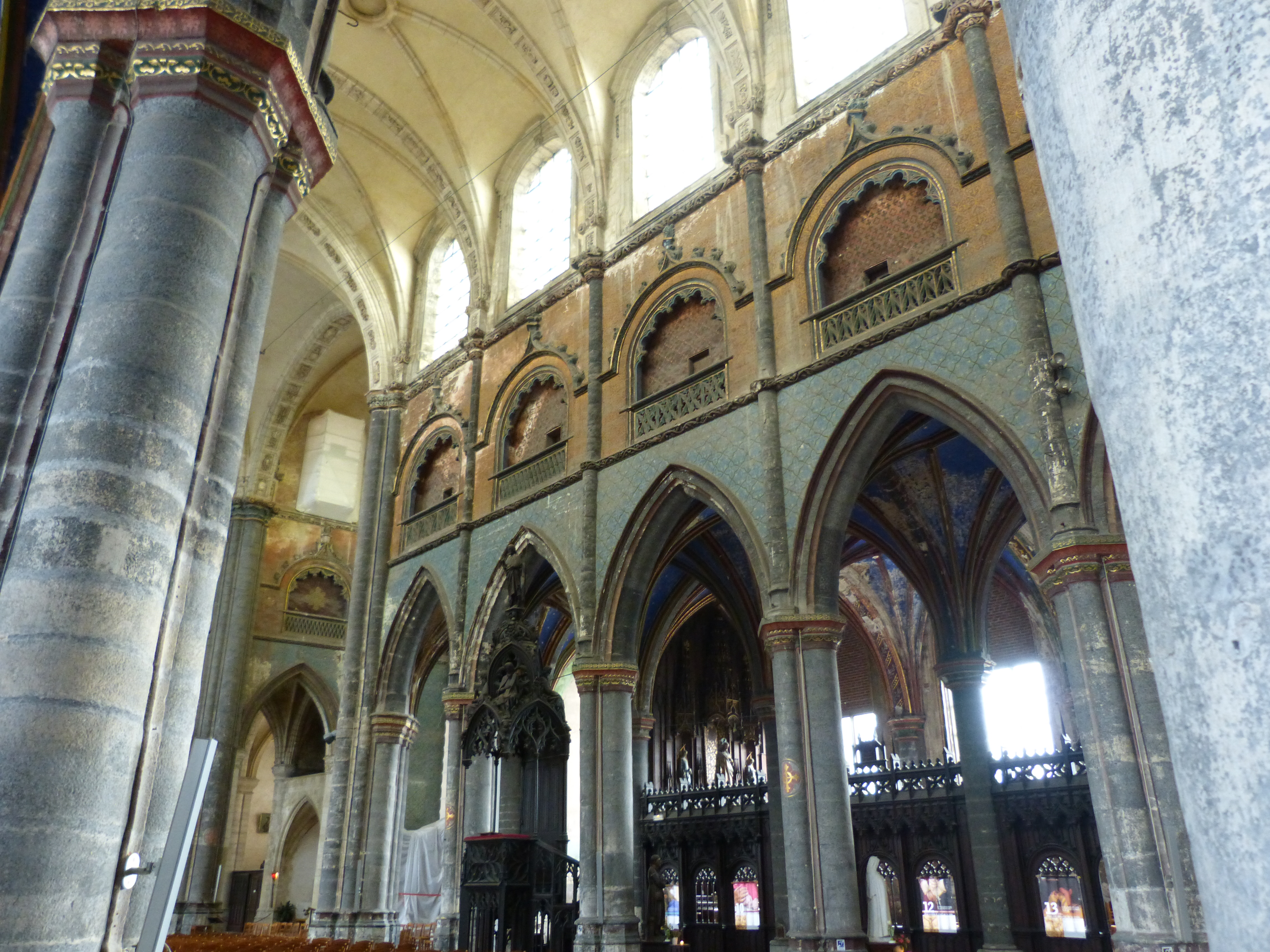
Zonen der Stiftskirche: große Arkaden, Triforium ohne Zugang und hohe Fenster.
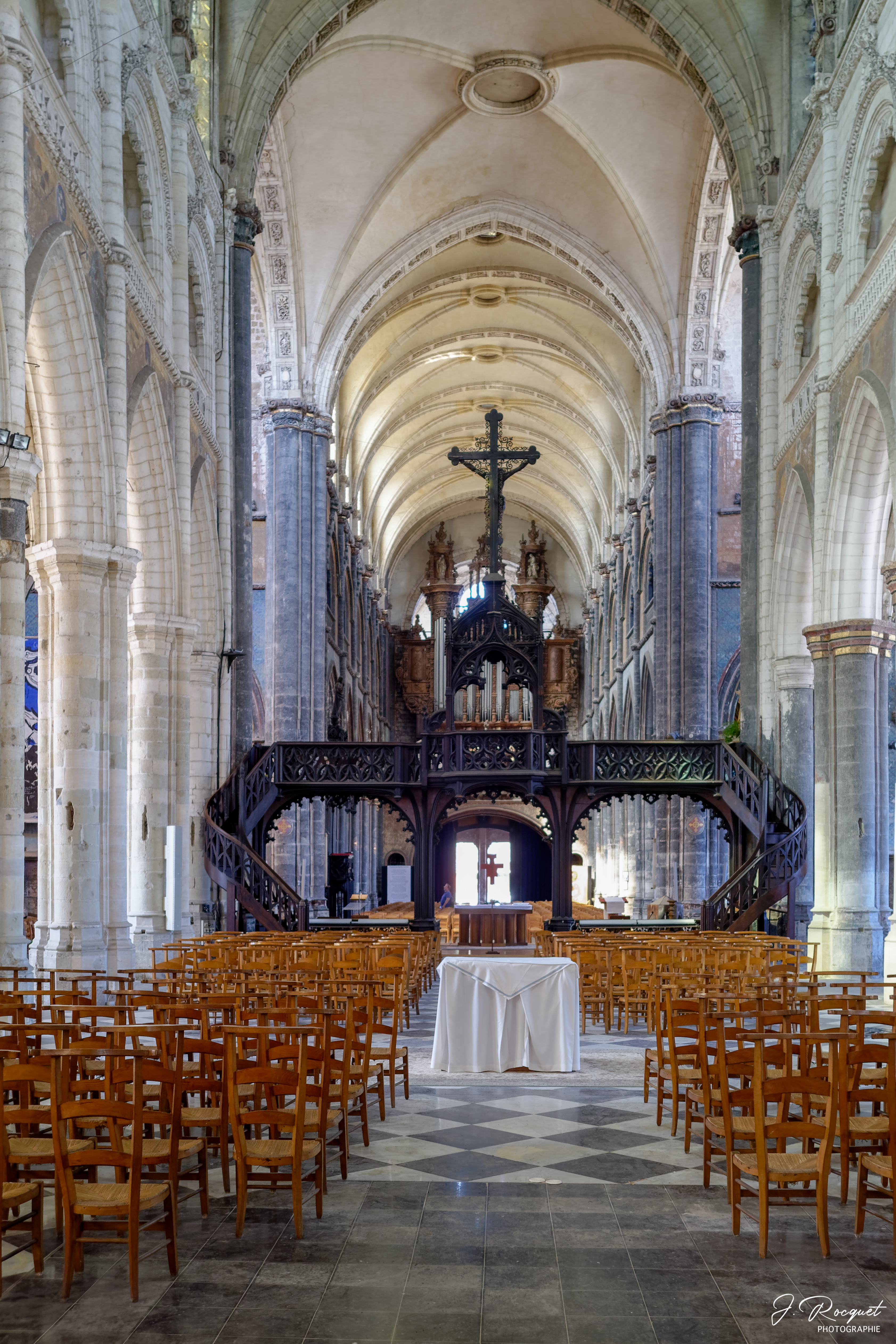
Das Kirchenschiff und die Orgel
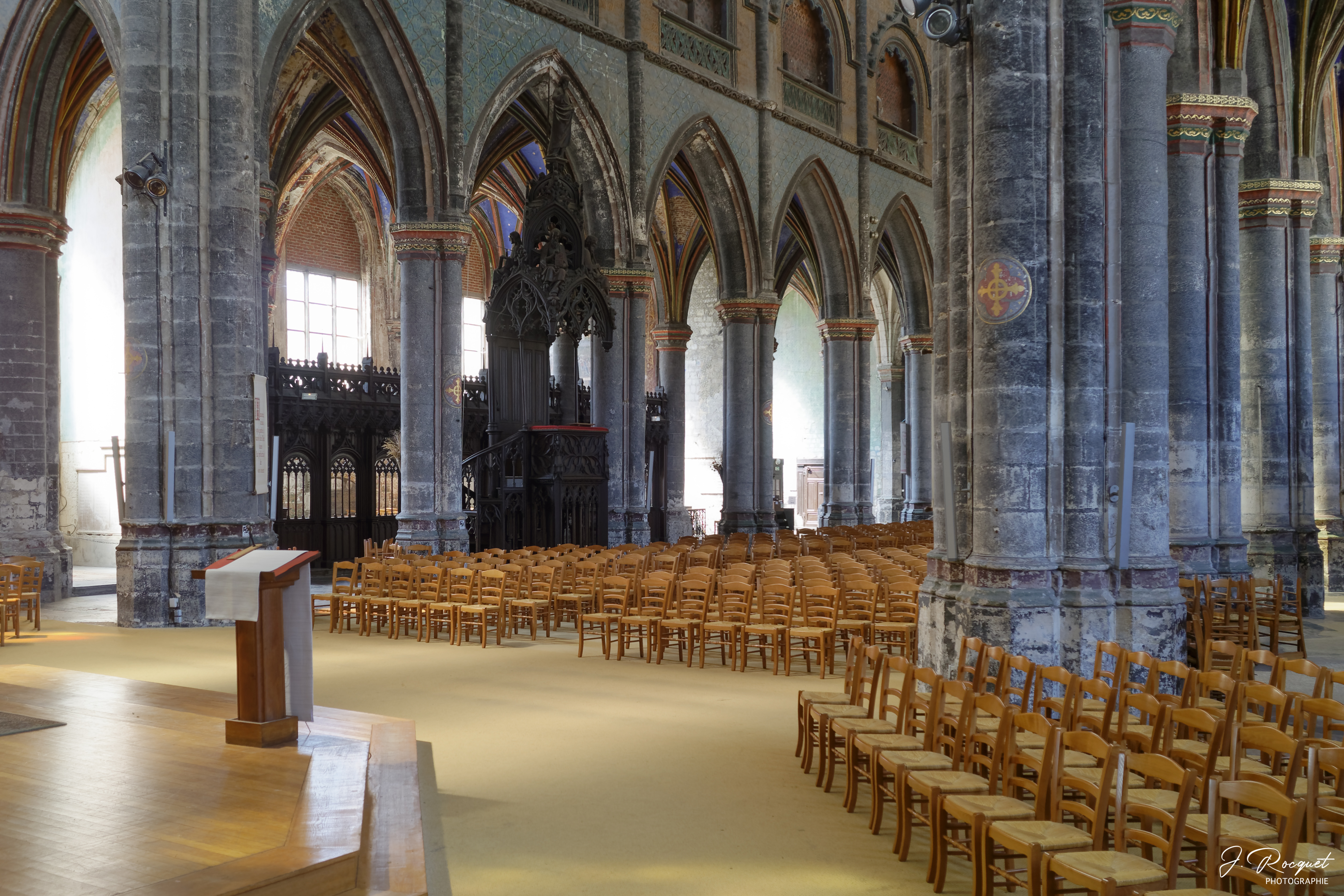
Das Kirchenschiff vom Chor aus gesehen
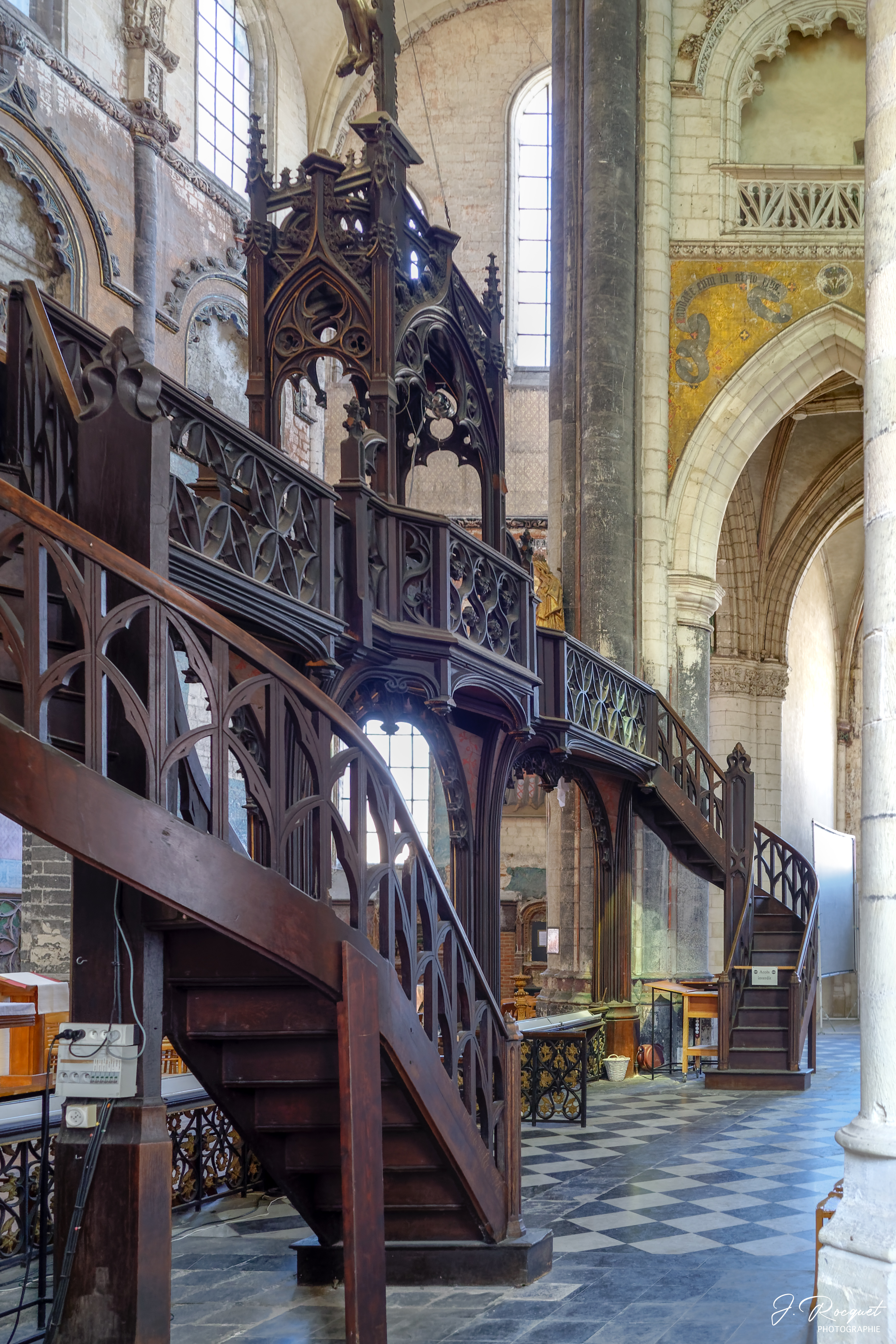
Die Kanzel

Der Kreuzweg wurde 1851 auf Wunsch von Monsignore Scott, der von 1829 bis 1887 Pfarrer von Saint-Pierre war, angebracht. Er ließ die Stiftskirche Saint-Pierre zwischen 1832 und 1868 unter der Aufsicht des Architekten Magnard vollständig ausmalen und dekorieren.

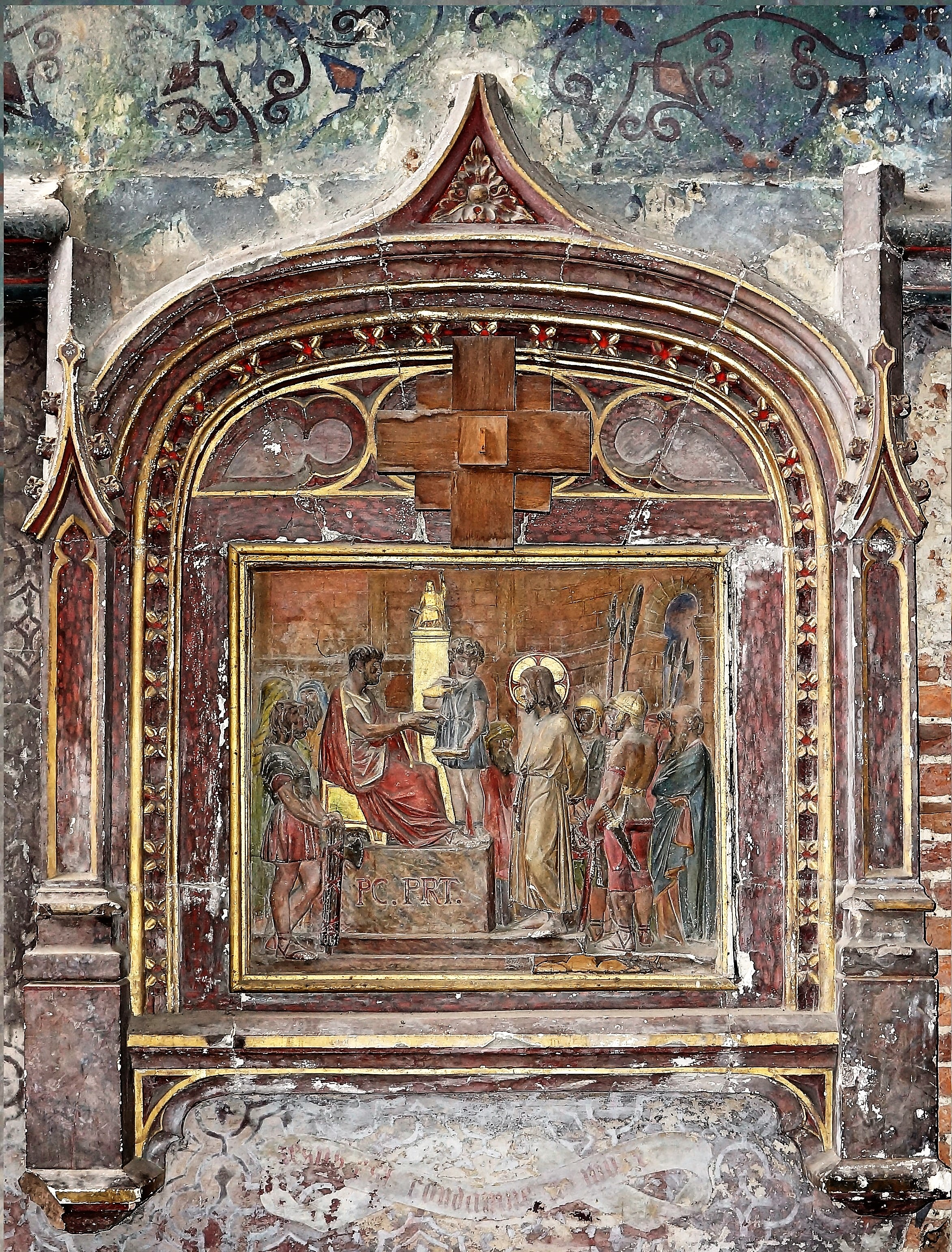
Station 1: Jesus wird zum Kreuzestod verurteilt.
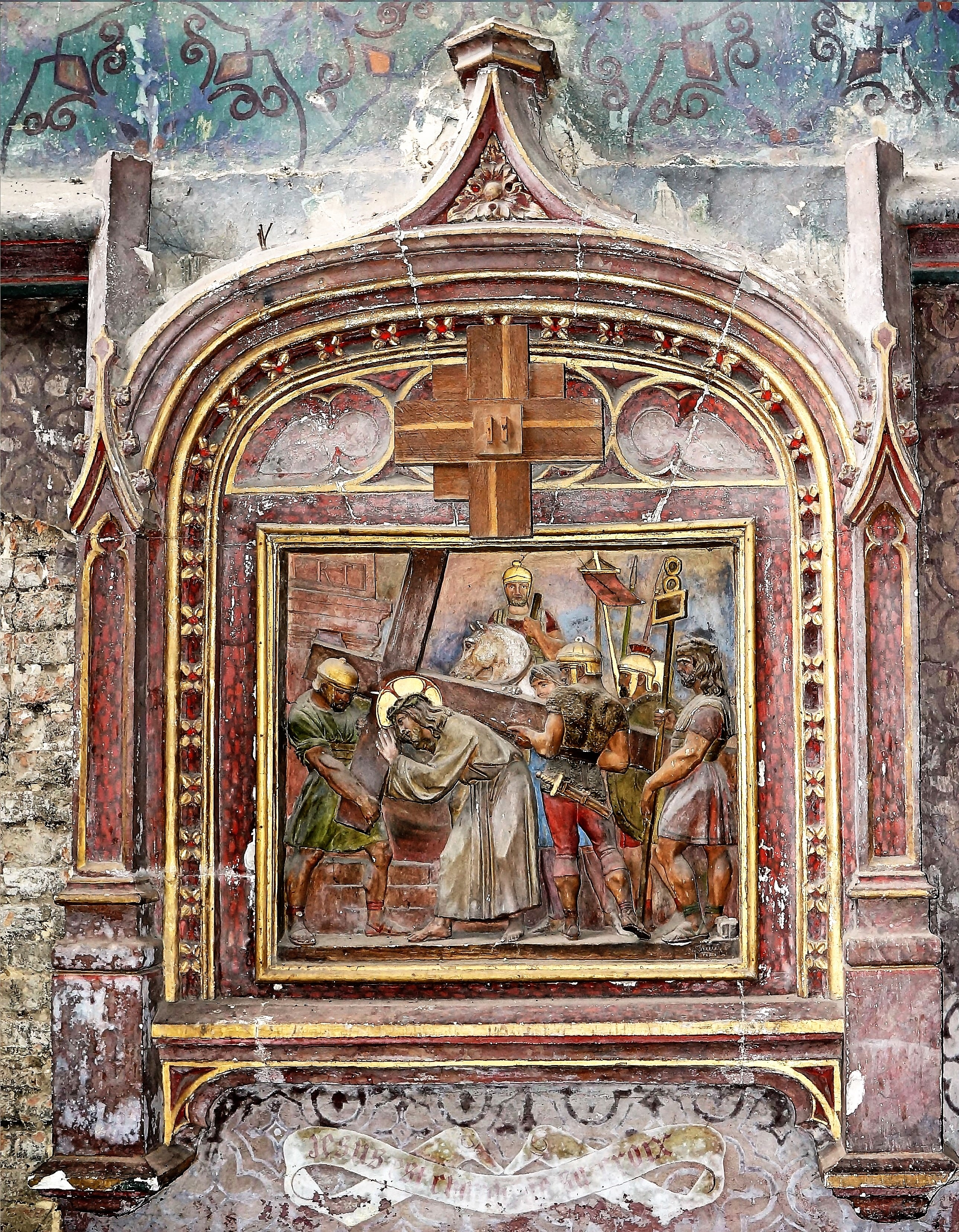
Station 2: Jesus wird das Kreuz aufgeladen.
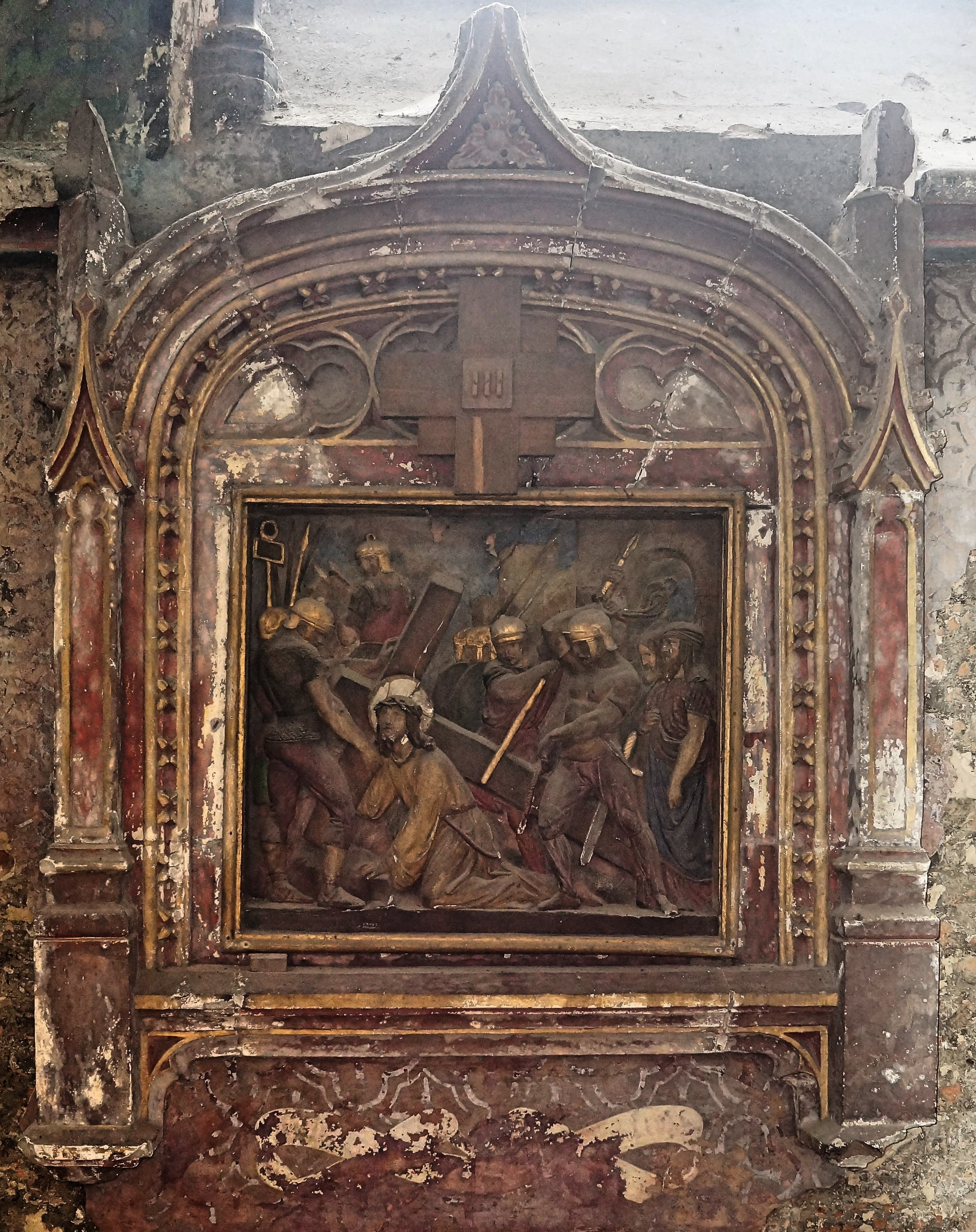
Station 3: Jesus fällt zum ersten Mal.
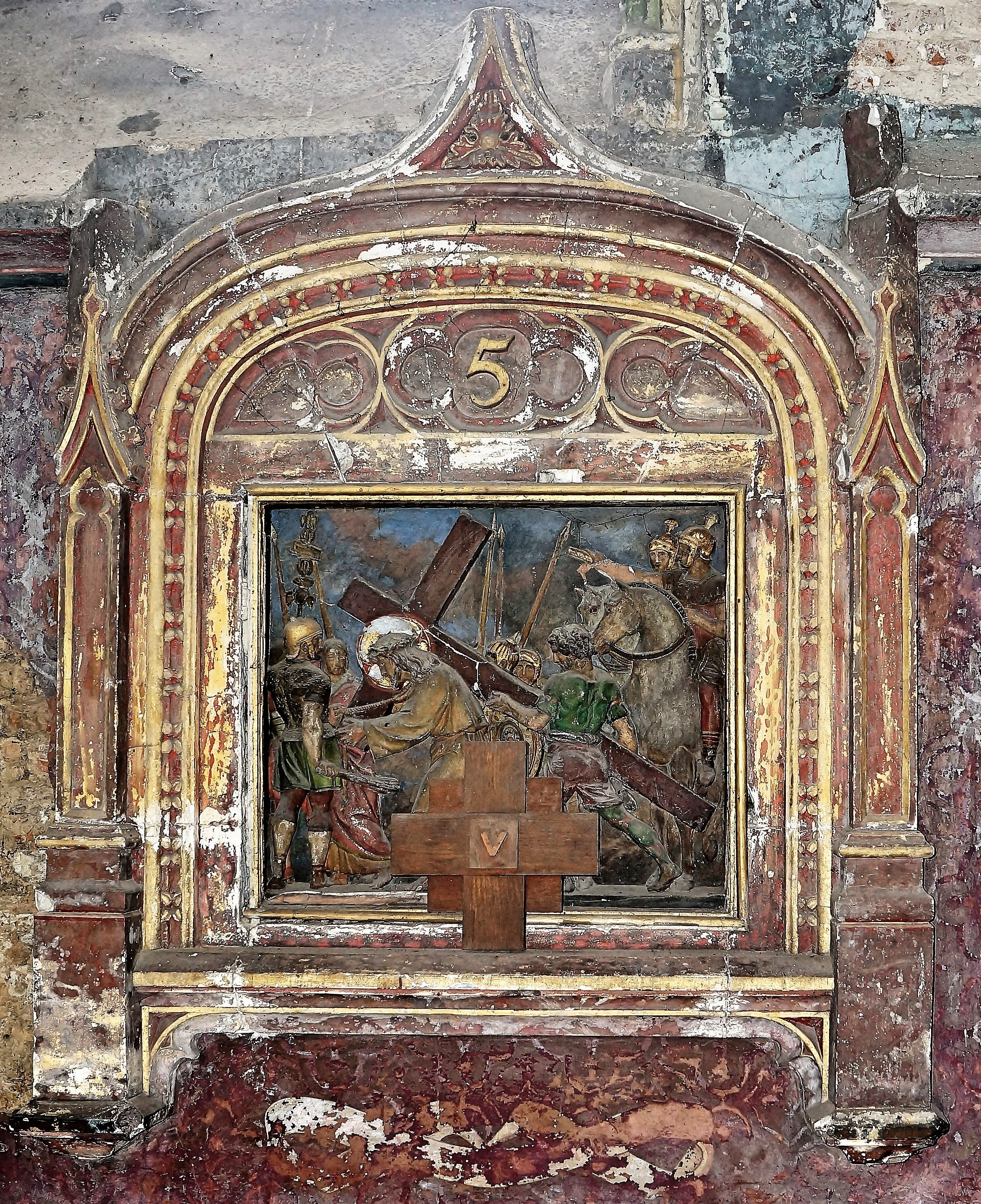
Station 5: Simon von Cyrene hilft Jesus, sein Kreuz zu tragen.

## Kult in Verbindung mit Notre Dame Panetière

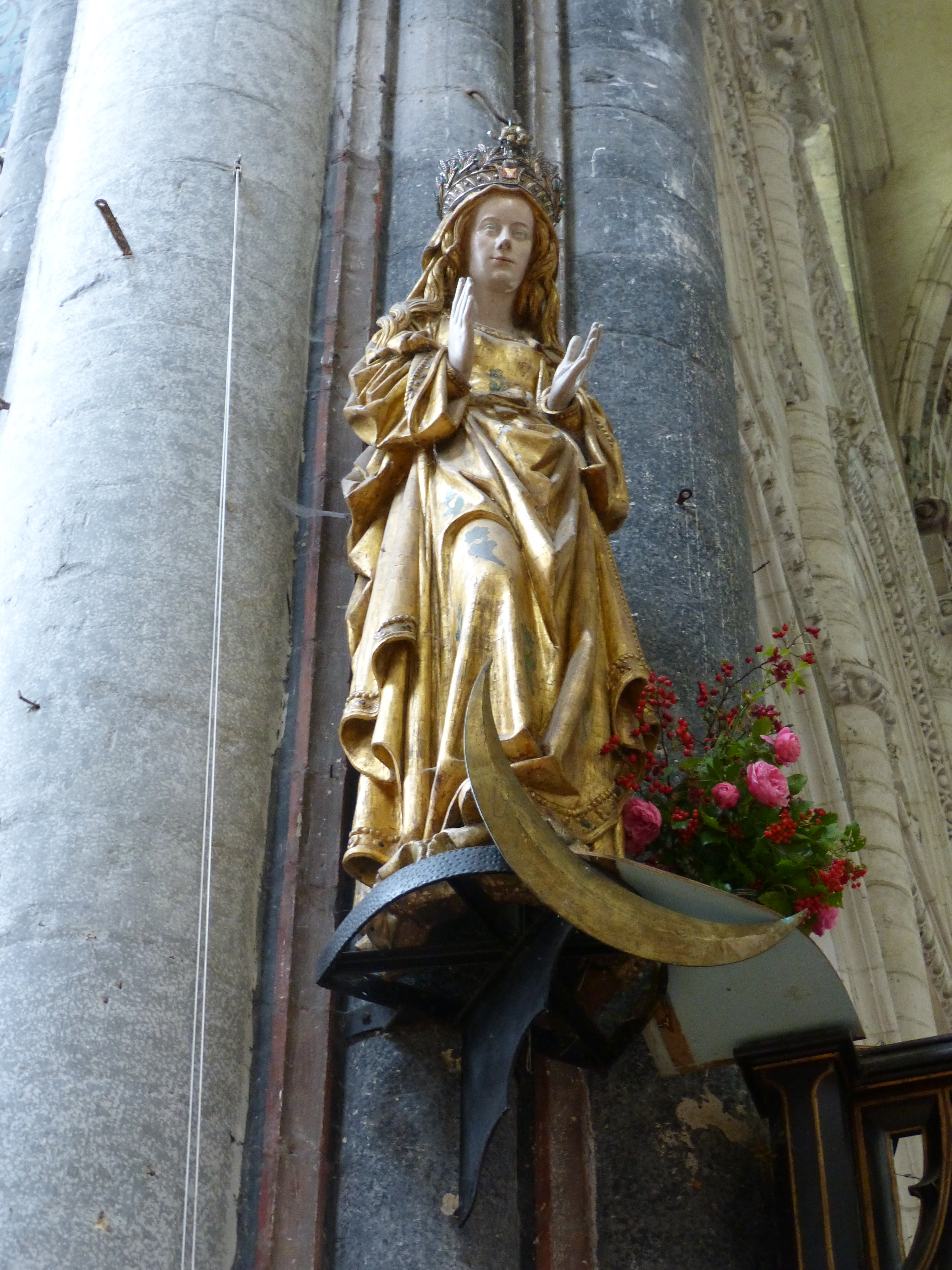
Die Statue von Notre-Dame Panetière

Die Stiftskirche Saint-Pierre ist mit dem Kult der Notre-Dame Panetière verbunden. Eine Statue von ihr befindet sich in der Nähe des Altars auf der linken Seite des Lettners. Sie wird jedes Jahr am 15. August, dem Tag der Aufnahme Mariens in den Himmel, aus der Stiftskirche geholt und in einer Prozession durch die ganze Stadt Aire-sur-la-Lys getragen. Vor kurzem feierte der Kult sein 800-jähriges Bestehen.
Die Legende von Notre-Dame Panetière ist mit den Kriegen von Philipps II. verbunden, der von 1180 bis 1223 König von Frankreich war. Gegen den König hatte sich eine Koalition gebildet, deren prominenteste Mitglieder Kaiser Otto IV., Johann Ohneland, König von England, und der Graf von Flandern, Ferdinand von Portugal, waren. Letzterer griff 1213 das Artois an und belagerte die Stadt Aire-sur-la-Lys. Die Stadt litt bald unter Hunger und hoffte auf das Gebet. Die Menschen riefen die Jungfrau Maria an, damit sie ihre Hungersnot beendet. Ein Wunder geschieht: Einige Wochen später fährt ein Karren mit Brot in die Stadt. Den Bürgern und Soldaten der Stadt gelingt es „am Sonntag im Oktav von Mariä Himmelfahrt“, die flämischen Angreifer zurückzuschlagen und so dem mit Lebensmitteln beladenen Konvoi des französischen Königs einen Weg zu bahnen. Der König hatte den Konvoi geschickt, um zu verhindern, dass die Stadt in die Hände der Flamen fiel. Dank dieser Rettung konnte Philipp August in Nordfrankreich gegen die Koalition kämpfen: Er errang in Bouvines einen großen Sieg.
In Erinnerung an die Ankunft dieser Lebensmittelhilfe wurde die Heilige Jungfrau Maria von da an unter dem Namen Notre-Dame de la Panetière angerufen.
Seit diesem für die Stadt unvergesslichen Datum entwickelten sich rund um Notre-Dame de la Panetière zahlreiche karitative Aktivitäten. Es wurde eine Bruderschaft gegründet, die sich auf Frömmigkeit und Nächstenliebe konzentrierte und Brot an die Armen verteilte. Eine große Wallfahrt führte jedes Jahr Einwohner und Pilger von außerhalb zusammen.